# Ахітса
Ахітса (ест. Ahitsa) — село в Естонії, входить до складу волості Риуге, повіту Вирумаа.